# Route nationale 309a
La route nationale 309A, ou RN 309A, était une route nationale française qui reliait le rond-point de l'Europe (La Garenne-Colombes) au carrefour des Bourguignons à Asnières-sur-Seine. Elle a été déclassée en route départementale 11 (RD 11) après avoir été renumérotée RN 409.
L'actuelle RD 11 relie La Garenne-Colombes à Gennevilliers.

## Tracé
Les communes traversées sont :

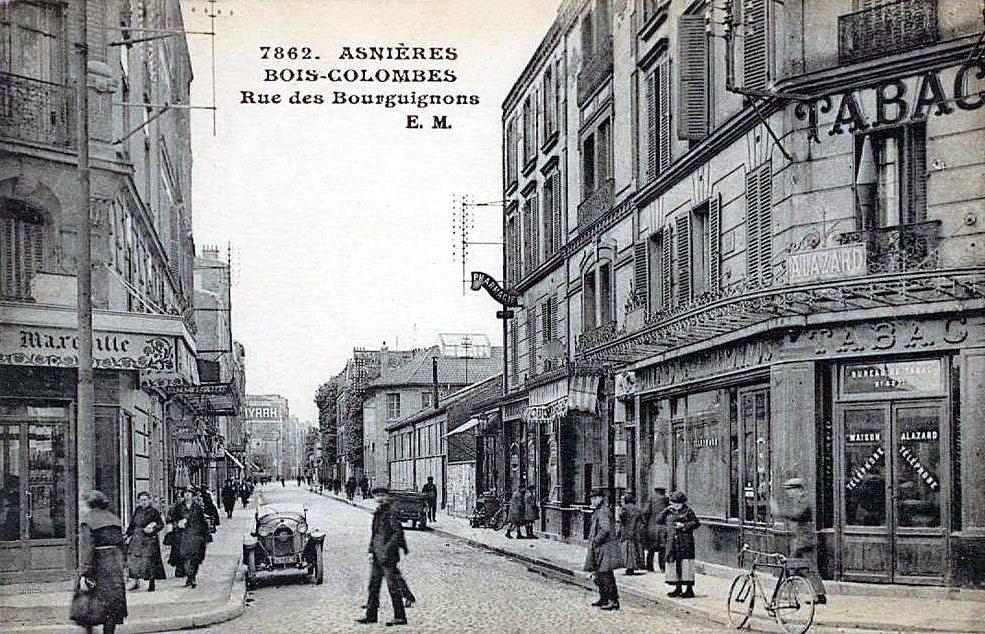
Asnieres - Bois-Colombes - Rue des Bourguignons.

- La Garenne-Colombes (avenue de l'Europe) jusqu’à la rue du Moulin-Bailly ;
- Courbevoie (avenue de l'Europe) du rond-point de l'Europe jusqu’à la rue des Minimes ;
- Bois-Colombes (avenue de l'Europe), franchissement du pont des Bruyères ;
- Croisement avec l'avenue Chevreul dans l'alignement du pont des Quinze Perches ;
- Asnières-sur-Seine (avenue Faidherbe, puis rue de Chanzy) ;
- Bois-Colombes et Asnières-sur-Seine, par la rue des Bourguignons. Sur la Carte des Chasses du Roi figure déjà une sente des Bourguignons. Pendant la guerre civile entre Armagnacs et Bourguignons, cette route aurait été empruntée le 11 novembre 1411 par les troupes du Duc de Bourgogne, menées par Jean II Le Meingre, qui venait de Saint-Cloud pour se diriger contre les Armagnacs à Saint-Denis[1].